# Orgullo y prejuicio
Orgullo y prejuicio (en inglés, Pride and Prejudice), publicada por primera vez el 28 de enero de 1813 como una obra anónima, es la más famosa de las novelas de Jane Austen y una de las primeras comedias románticas en la historia de la novela. Su primera frase es, además, una de las más famosas en la literatura inglesa: «Es una verdad mundialmente reconocida que un hombre soltero, poseedor de una gran fortuna, necesita una esposa».
Es una novela de desarrollo personal, en la que las dos figuras principales, Elizabeth Bennet y Fitzwilliam Darcy, cada uno a su manera y, no obstante, de forma muy parecida, deben madurar para superar algunas crisis y aprender de sus errores para poder encarar el futuro en común, superando el orgullo de clase de Darcy y los prejuicios de Elizabeth hacia él.
Es una de las obras más conocidas de la literatura inglesa, gracias a innumerables ediciones y, recientemente, a películas (como Orgullo y prejuicio, 2005), reescrita incluso en forma de un musical de Broadway.

## Génesis

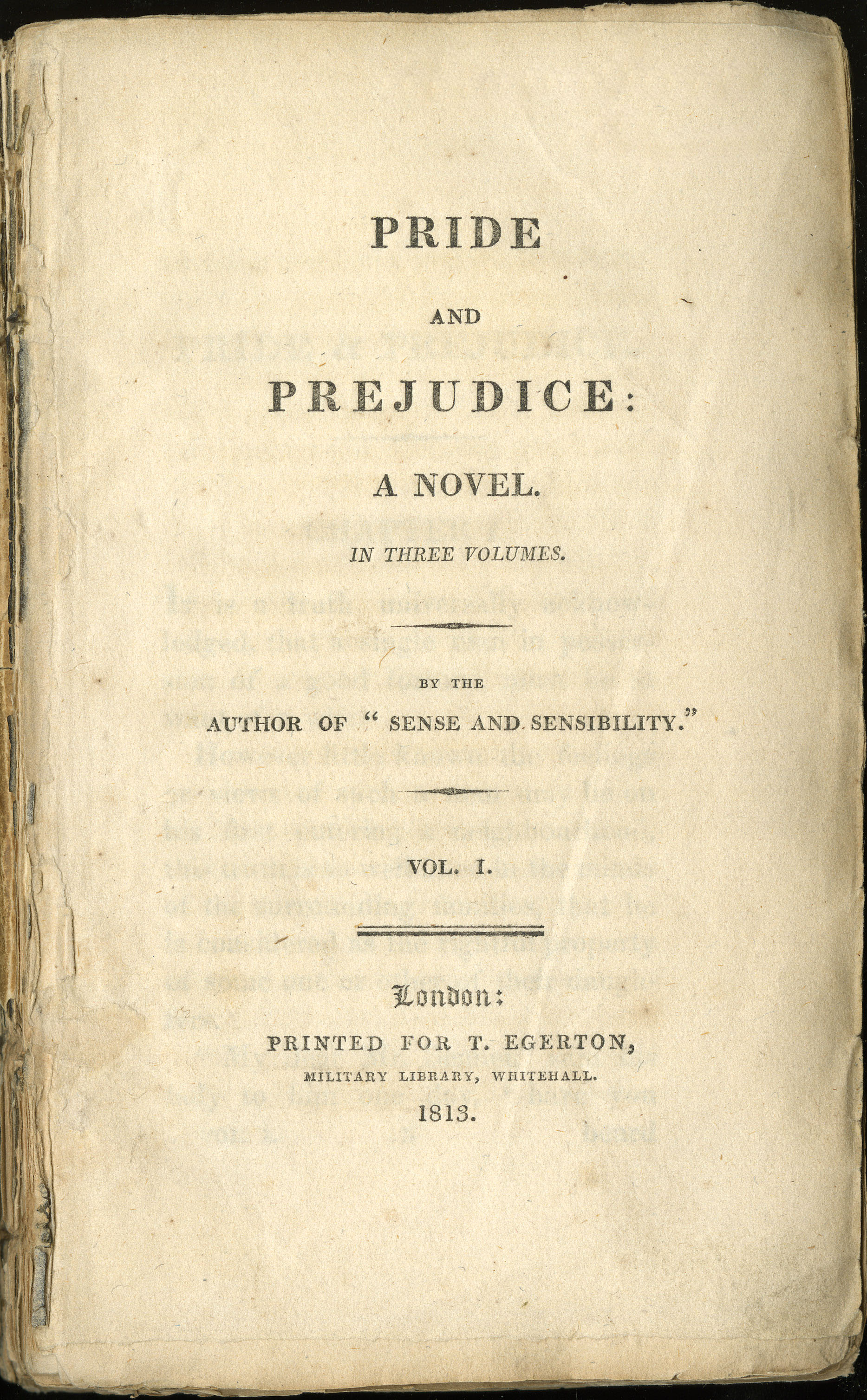
Primera edición de la novela

Cuando Jane Austen escribió Orgullo y prejuicio apenas tenía veinte años, y compartía habitación con su hermana. Escribía en cuadernos simples. La primera redacción de la obra data de 1796; inicialmente recibió el título de First Impressions (Primeras impresiones), pero nunca se publicó con ese nombre. Esta primera versión de la novela ya estaba esbozada por Jane Austen a los veintiún años. En 1797, el padre de Jane se la ofreció a un editor, quien la rechazó.[cita requerida]
Jane Austen revisó la obra en 1809-1810 y de nuevo en 1812, y se la ofreció entonces, con el apoyo de su hermano Henry, a otro editor, que había publicado Sentido y sensibilidad el año anterior.[cita requerida]
Se publicó por primera vez el 28 de enero de 1813. Al igual que su predecesora y La abadía de Northanger, se escribió en la rectoría de Steventon.[cita requerida]

## Argumento

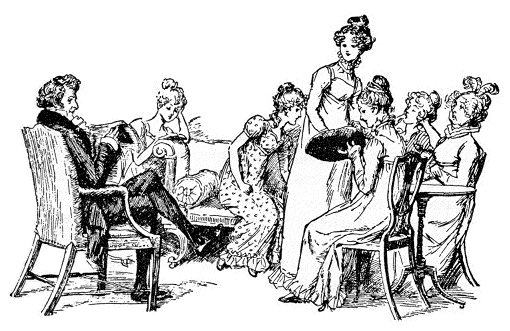
La familia Bennet reunida

La novela describe poco más de un año en la vida de un pequeño grupo de jóvenes en el campo cerca de Londres en el cambio de siglo (del XVIII al XIX), durante el reinado de Jorge III.
En el centro de esta sociedad se encuentra la familia Bennet, con sus cinco hijas casaderas, de entre quince y veintitrés años (de mayor a menor: Jane, Elizabeth, Mary, Catherine y Lydia). La señora Bennet ve el matrimonio como la única esperanza para sus hijas, pues tras la muerte del señor Bennet las jóvenes quedarán abandonadas a su suerte cuando William Collins, primo de las muchachas, herede todo debido a que la propiedad forma parte de un mayorazgo del que es beneficiario. El mayorazgo solo se transmite por linaje masculino, de manera que, al fallecimiento del padre, la madre y las hijas perderán la mayor parte de la fortuna y el derecho a habitar la propiedad. La señora Bennet está muy emocionada por las noticias de la llegada de un hombre soltero «de considerable fortuna» (cinco mil libras anuales) al vecindario: Charles Bingley. El señor Bingley ha alquilado la finca Netherfield, donde planea establecerse temporalmente con sus dos hermanas, la señorita Bingley y la señora Hurst, así como su cuñado, el señor Hurst. La señora Bennet espera casar a alguna de sus hijas con el señor Bingley.
Poco después, Bingley y su grupo, que ahora incluye a su amigo íntimo, Fitzwilliam Darcy, acuden a un baile público en el pueblo de Meryton. Al principio, Darcy suscita admiración debido a su elegante figura y sus ingresos de diez mil libras al año. No obstante, rápidamente los vecinos lo consideran orgulloso, alguien que los desprecia como socialmente inferiores. De hecho, así lo considera la familia Bennet cuando Elizabeth Bennet oye a Darcy declinar la sugerencia de Bingley de que la saque a bailar, pues no la encuentra suficientemente hermosa para merecer su atención. Este comentario la hiere en su orgullo y aprovecha cualquier ocasión para hacer uso de su ingenio, permitiéndose ironías que bordean lo inadmisible en una joven. Bingley, por su parte, resulta muy agradable, y aunque baila con varias de las jóvenes disponibles en el lugar, desde el principio muestra una decidida admiración por Jane Bennet, la mayor de las hermanas. Deseosa de animar esta unión tan ventajosa, la señora Bennet intenta forzar que Jane y Bingley se puedan encontrar juntos. Para su dicha, después del primer baile, Jane es invitada a Netherfield, adonde llega enferma de neumonía, por lo que Elizabeth camina hasta allí a cuidarla; esto provoca burlas por parte de las hermanas de Bingley, pero despierta cierta admiración en Darcy, que no puede dejar de mirarla. Durante los días siguientes, conversan mucho mientras ella se encuentra cuidando a su hermana enferma y casi siempre terminan discutiendo, lo cual molesta a Elizabeth y provoca que Darcy la admire por su ingenio y viveza, además de sus expresivos ojos.
Poco tiempo después del baile, el señor Collins, quien heredará el patrimonio Bennet, visita a la familia. Collins es una figura cómica, un clérigo pomposo y bufón cuya idea de una tarde amena es leer a sus primas los Sermones de Fordyce; se complace en mencionar continuamente el nombre de su gran patrona, la condesa Lady Catherine de Bourgh. Siguiendo la imperiosa sugerencia de Lady Catherine de que debe casarse, Collins ha decidido compensar su papel en el futuro empobrecimiento de sus primas casándose con una de ellas.
Durante una velada, el señor William Lucas sugiere a Elizabeth como compañera de baile para Darcy y esta lo rechaza, debido a que él anteriormente había expresado que no bailaría con ella; sin embargo, durante un segundo baile celebrado en Netherfield, él le pide un baile y ella acepta. Durante el baile discuten fríamente y Elizabeth cada vez lo soporta menos. Por su parte, Darcy cada vez la admira más, aunque no deja de notar el terrible comportamiento de sus hermanas menores, su madre (que no deja de jactarse de que Jane se casará con Bingley) y su padre, lo cual hace que la desestime como posible pareja. El señor Collins propone matrimonio a Elizabeth, pero esta lo rechaza tajantemente. Aunque la señora Bennet intenta promover el matrimonio, el señor Bennet, quien no siente gran simpatía por su sobrino, apoya la decisión de su hija favorita.
Mientras tanto, Elizabeth empieza a sentirse atraída por un oficial recientemente llegado, el señor George Wickham, quien en poco tiempo se gana el aprecio y la simpatía de los lugareños con su amabilidad y carisma. Tras saber que el señor Darcy se encuentra en el lugar, relata a Elizabeth como es que ha sido privado de su legítima herencia por el señor Darcy, explicando que es hijo de uno de los sirvientes más cercanos de la familia al punto que el padre de Darcy se volvió su benefactor y dejó para él cierta herencia que, tras su muerte, su hijo se negó a reconocer, viéndose así obligado a unirse al ejército para no quedar en la calle; con esto se fortalece la reprobación de Elizabeth hacia Darcy, dados los prejuicios que tiene en su contra. Después que Elizabeth rechace al señor Collins, este se casa rápidamente con Charlotte Lucas, la mejor amiga de Elizabeth, quien acepta su ofrecimiento con una estimación realista de sus opciones, dado que ya ha cumplido veintisiete años y solo tiene una pequeña dote.

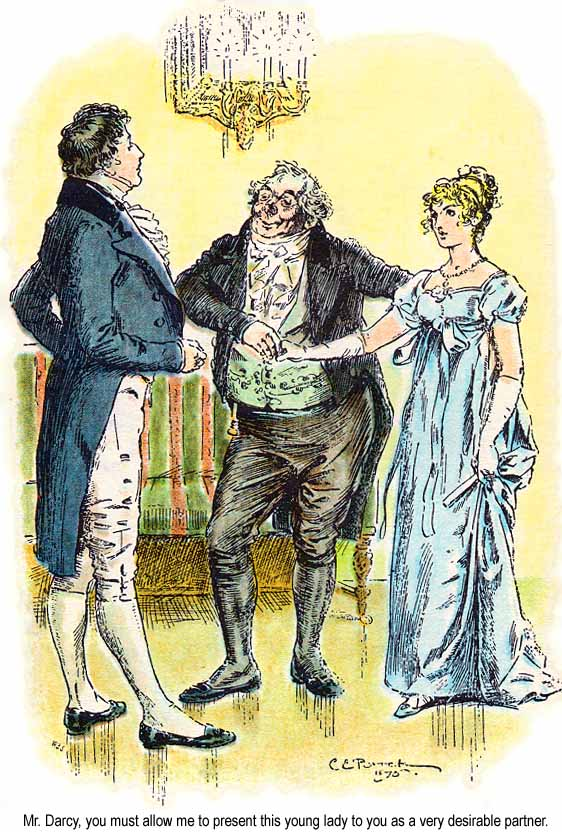
El señor William Lucas sugiere a Elizabeth como compañera de baile para el señor Darcy.

Para este momento, la opinión que la gente del sector tiene de Darcy ha decaído enormemente, en parte por la actitud fría que todos los lugareños ven en él, pero mayormente porque Wickham ha hecho de dominio público las injusticias que Darcy ha cometido contra él, además de revelar cualidades reprobables que conoce tras haber vivido cerca suyo tantos años.
Bingley decide repentinamente marcharse de nuevo a Londres, desilusionando a Jane y solo explicándose a través de una carta de la señorita Caroline Bingley, aclarando en el primer párrafo que pasarían todo el invierno en Londres; en casi toda la carta se encontraban elogios hacia la señorita Georgiana Darcy. Aun con esto, Elizabeth mantiene sus sospechas de que el señor Darcy tuvo algo que ver en el asunto.
Elizabeth visita a Charlotte, que vive ahora bajo el dominio de la tía de Darcy, Lady Catherine, una mujer acostumbrada a imponer su voluntad sobre la vida del resto. Estando con ellos, Darcy visita a la condesa y se aloja en su casa en la propiedad vecina, Rosings. Elizabeth y Darcy se ven obligados a verse muy frecuentemente. Sin embargo, un día el coronel Fitzwilliam, primo de Darcy, revela durante una conversación con Elizabeth que oyó decir a este que libró a un buen amigo de un matrimonio inconveniente, lo que confirma las sospechas de la joven respecto a su responsabilidad en las penas de su hermana.
Paralelamente, los encantos de Elizabeth acaban seduciendo al señor Darcy, lo que provoca que finalmente declare su amor por ella y exprese su deseo de casarse con ella, «a pesar de su origen inferior, su degradación, su reprensible familia...»:

Ha sido en vano que yo luchase. Nada he conseguido con ello. Mis sentimientos pueden más que yo. Permítame que le diga cuánta es la admiración que me inspira y cuánto la amo.
Fitzwilliam Darcy; Capítulo XXXIV

Sorprendida e insultada por tan arrogante propuesta de matrimonio, sumado a su enfado ante el descubrimiento de que fue Darcy quien convenció a su amigo Bingley para que cortara su relación con Jane además de sus injusticias hacia Wickham, Elizabeth lo rechaza en términos inequívocos y de la forma más hiriente que le es posible:

Desde el principio, casi desde el primer instante en que le conocí, sus modales me convencieron de su arrogancia, de su vanidad y de su egoísta desdén hacia los sentimientos ajenos; me disgustaron de tal modo que hicieron nacer en mí la desaprobación que los sucesos posteriores convirtieron en firme desagrado; y no hacía un mes aún que le conocía cuando supe que usted sería el último hombre en la tierra con el que podría casarme.
Elizabeth Bennet; Capítulo XXXIV.

Darcy, molesto y herido por las recriminaciones de Elizabeth, decide retirarse disculpándose por incordiarla con una declaración que le produjo semejante rechazo. Al día siguiente, intercepta a Elizabeth mientras ella da su paseo matutino, le entrega una carta y se despide fríamente. En la carta, Darcy explica que no siente la necesidad de disculparse por la forma en que habló de su familia ya que considera que su juicio sobre ellos es acertado; tampoco por separar a Bingley de Jane, aunque reconoce que en este caso cometió un error de juicio al confundir la naturaleza reservada de Jane con desinterés hacia Bingley, a quien quería proteger de una relación desafortunada. Revela, sin embargo, su historia en relación con el señor Wickham y la verdadera naturaleza de este. Darcy nunca lo privó de su herencia; Wickham era el hijo de un estimado empleado y con base en adulaciones se ganó el aprecio de su padre, quien se hizo cargo de su educación y, como este deseaba dedicarse a la vida religiosa, había dispuesto dejarle la rectoría de la familia y algunos terrenos; sin embargo, tras su fallecimiento, Wickham revelaría no tener tales intenciones y exigió recibir de inmediato un equivalente en dinero de su herencia que derrochó en poco tiempo por su afición al juego y las deudas. Además, es un libertino que, al comprender que no obtendría más dinero de parte de Darcy, intentó fugarse con Georgiana, la hermana de 15 años de Darcy, como una forma de apoderarse del dinero de esta, pero la abandonó en cuanto supo que no tenía posibilidad de obtener su dote o herencia.
Elizabeth, avergonzada a la vista de estas revelaciones, reconoce que el orgullo y el prejuicio la habían cegado; también comprende que ante el comportamiento galante de Wickham había decidido atribuirle cualidades de las que ahora veía que carecía tras repasar los actos y comentarios que recordaba de él. De la misma forma, había preferido calificar el carácter silencioso de Darcy como defecto, sin detenerse a ver la amabilidad y rectitud que había demostrado en varias ocasiones desde que se conocieron. Tras razonarlo, no le queda más que aceptar también que el caballero tenía razones válidas para censurar a sus padres y a sus hermanas menores, ya que incluso ella sentía vergüenza ajena por su forma de actuar en los eventos sociales y que Darcy simplemente ha demostrado con sus actos la misma preocupación y aprecio por Bingley que ella tenía hacia Jane. No obstante, lamenta el haber rechazado a Darcy y solo desea volver a verlo.
Tras pasar algunos días en su casa, Elizabeth se va de vacaciones con sus tíos, los Gardiner, por Derbyshire; la convencen para que visite Pemberley, la finca de Darcy, mientras él se encuentra fuera. Queda impresionada por su tamaño y organización, así como por las alabanzas que recibe el hombre por parte de su ama de llaves, quien se refiere a las actitudes generosas y nobles que conoce de su patrón. Se siente entonces avergonzada cuando se encuentran inesperadamente mientras hace una visita por los terrenos. No obstante, su comportamiento respecto a ella y a la gente en general ha cambiado, es más cálido que en su anterior encuentro; esto, unido a la manera educada y amistosa con que trata a sus tíos, empieza a hacer pensar a Elizabeth que bajo su orgullo yace una naturaleza leal y generosa. Esta segunda opinión sobre Darcy viene apoyada por su encuentro con su hermana menor, Georgiana, una chica agradable y tímida a quien Darcy adora y que despierta la simpatía de Elizabeth y su tía. Descubrir esta faceta de Darcy hace que sus tíos, quienes estaban predispuestos hacia él debido a los comentarios de Wickham, cambien de parecer y lo tengan en gran estima. En paralelo, Caroline Bingley está presente en el lugar y molesta por el evidente interés de Darcy en Elizabeth hace constantes comentarios maleducados y fuera de lugar en un intento de humillar a la joven pero que sólo causan que Darcy pierda permanentemente toda buena disposición hacia ella.
Justo cuando su relación con Darcy empieza a ser más distendida, Elizabeth queda horrorizada al saber que en su ausencia Lydia, su obstinada hermana menor, ha captado la atención de Wickham y se han fugado; una relación sin matrimonio y un hijo ilegítimo destruirían el honor de los Bennet, reduciendo las posibilidades de matrimonio de las demás hermanas. Cuando la familia investiga, descubren que Wickham abandonó el servicio para eludir deudas de juego y fugarse con Lydia es solo su herramienta para huir, por lo que es obvio que en poco tiempo la deshonre y abandone. Cuando Elizabeth cuenta esto a Darcy, él se reprocha ser culpable de esta situación al no haber desenmascarado a Wickham desde un inicio; tras esto se retira y Elizabeth razona que cualquier oportunidad de acercarse a él ha sido arruinada por los actos de su hermana.
Su tío se dirige de inmediato a Londres y logra encontrar la pista de Wickham, escribiendo a la familia que ha negociado con él y, a cambio de una pequeña dote de parte de ellos, este acepta casarse con Lydia, aunque es evidente para todos que el Señor Gardiner debió pagarle una gran suma de dinero o de otra forma nadie aceptaría casarse con alguien como Lydia por tan poco dinero. A diferencia del resto de la familia, la señora Bennet encuentra en este polémico incidente razones para celebrar y enorgullecerse de su hija, argumentando que podrá jactarse ante sus amigas de que su hija ha conseguido casarse a pesar de su corta edad. A raíz de este incidente, el señor Bennet decide abandonar su actitud apática hacia su familia y se involucra más en la disciplina de Catherine, convirtiéndose en un figura estricta e implacable para evitar que siga los pasos de su hermana.
Cuando la flamante pareja visita el hogar, Elizabeth descubre accidentalmente, gracias a los despreocupados comentarios de Lydia, que Darcy ha jugado un papel importante en la solución de este incidente y además ha costeado la boda exigiendo que su intervención se guarde en secreto; más tarde su tía, la señora Gardiner, confirma que es Darcy quien encontró a Wickham, desembolsó una exorbitante suma para convencerlo de casarse y corrió con todos los gastos de la ceremonia. Este acto final completa un giro radical en los sentimientos de Elizabeth, quien ahora lamenta haber rechazado la declaración de Darcy y comprende que las primeras impresiones, guiadas por el orgullo y el prejuicio, no siempre son las verdaderas. Aun así, no guarda esperanzas de ningún tipo de acercamiento con Darcy, razonando que fue demasiado cruel al rechazar su confesión aun cuando este se mostró amable y atento con ella en Pemberley. Ahora que su hermana menor ha generado tal escándalo, él debe haber descartado cualquier interés en relacionarse con los Bennet, especialmente teniendo en cuenta que esto le supondría convertirse en cuñado del despreciable Wickham.
Poco tiempo después Bingley regresa a Netherfield, ocasión que aprovecha la Señora Bennet para intentar forzar un reencuentro con Jane, cosa que se logra en lo que se insinúa como una intervención de Darcy y da pie a continuas visitas por parte de ambos a la casa Bennet. Mientras Jane disfruta las reuniones con el hombre que aún ama, Elizabeth siente la tortura de tener cerca a Darcy y que no haya situaciones donde ambos puedan hablar, así como el aparente regreso del carácter frío y hermético que lo caracterizaba antes de encontrarse en Pemberley. Días después Darcy debe retirarse temporalmente a Londres mientras Bingley consigue armarse de valor para pedir la mano de Jane, lo que causa alegría en toda la familia.
Lady Catherine descubre los sentimientos de Darcy hacia Elizabeth, lo que amenaza su ambición, largamente sentida, de casarlo con su propia hija. Mientras Darcy se encuentra en Londres, su tía visita inesperadamente a Elizabeth y con brusquedad intenta presionarla para que declare abiertamente que no existe un compromiso ni interés de su parte por Darcy; la orgullosa muchacha, frente a la grosera e impertinente actitud de la mujer, rechaza negar o reconocer alguna cosa de lo que esta le ordena, por lo que la duquesa debe retirarse molesta y sin conseguir nada. Irónicamente, este hecho sella la relación entre Elizabeth y Darcy, pues cuando Lady Catherine se queja a Darcy de la obstinación de Elizabeth, él se da cuenta de que los sentimientos de la muchacha han cambiado, razonando que alguien como ella no tendría reparos en restregarle a Lady Catherine su desinterés por Darcy si así lo sintiera, lo que le da esperanzas suficientes para intentar declararse otra vez.
Finalmente, durante una reunión familiar a la que Darcy asiste en calidad de amigo de Bingley, logra dar un paseo solo con Elizabeth y después que ella confiesa saber sobre su intervención en la boda de su hermana, él le explica cómo el enfrentamiento con su tía ha renovado sus esperanzas y, armándose de valor, decide declararse por segunda y última vez:

No negaré que el deseo de tranquilizarla se sumó a las otras razones que me impulsaron a hacer lo que hice; pero su familia no me debe nada. Les tengo un gran respeto, pero no pensé más que en usted. Es usted demasiado generosa para burlarse de mí. Si sus sentimientos son aún los mismos que en el pasado abril, dígamelo de una vez. Mi cariño y mis deseos no han cambiado, pero con una sola palabra suya no volveré a insistir más.
Fitzwilliam Darcy; Capítulo LVIII.

Jane y Elizabeth se casan poco después con Bingley y Darcy, respectivamente. Tras su matrimonio, Elizabeth y Darcy se establecen definitivamente en Pemberley junto a Georgiana, quien se ha convertido no solo en su cuñada, también en su mejor amiga; allí los tíos y el padre de Elizabeth se vuelven visitantes asiduos y familiares muy apreciados para Darcy; tras algún tiempo, Bingley compra una propiedad junto al hogar de su mejor amigo para felicidad de ambas esposas. Se menciona que Catherine aprovecha las amistades de sus hermanas y cuñados para asistir a eventos de la alta sociedad, pero ahora que está lejos de la influencia de Lydia, se ha convertido en una joven más centrada y correcta. Mary carece de pretendientes, pero al ser la única soltera, recae sobre ella la obligación tradicional de quedarse en casa y dedicarse a cuidar a su madre, cosa que no le molesta, ya que la vida le parece más grata ahora que solo ella vive allí y no siente que es ensombrecida por el atractivo de sus hermanas. La única molestia son Wickham y Lydia, de quienes se insinúa que el pobre amor entre ambos ha muerto rápidamente y ninguno es fiel al otro, pero continuamente visitan y abusan de la hospitalidad del inocente y amable Bingley, hasta el punto de hacerle perder los estribos y echarlos de la casa en una ocasión; también constantemente se ven llenos de deudas, por lo que Elizabeth intenta ayudarles con sus propios ingresos, pero rápidamente lo despilfarran y nuevamente hay que ayudarles con más dinero o buscarles viviendas más baratas. Finalmente, se menciona que, tras algún tiempo, Darcy y Lady Catherine hacen las paces e incluso ella los visita ocasionalmente.

## Personajes

### Personajes principales
- Elizabeth Bennet, protagonista de la historia, segunda de las cinco hermanas y la más bella de la familia después de Jane, según las palabras de su madre, la señora Bennet. Es una joven de veinte años, inteligente e ingeniosa; es divertida, orgullosa y con muchos prejuicios al comienzo de la novela. Se deja llevar siempre por las primeras apariencias, pero con el tiempo se da cuenta de que no siempre la primera impresión es la que define a la persona.
- Fitzwilliam Darcy, personaje masculino central de la novela e interés amoroso de Elizabeth. Es un hombre inteligente, rico y tímido, que a menudo parece arrogante y orgulloso a los extraños, pero posee debajo de esa fachada un interior honesto y bueno. Inicialmente, considera a Elizabeth socialmente inferior a él, no merecedora de sus atenciones; pero descubre que, a pesar de sus inclinaciones, no puede negar sus sentimientos hacia ella. Su primera proposición es rechazada debido a su orgullo y al prejuicio de Elizabeth contra él. Adora a su hermana Georgiana y es suficientemente inteligente para darse cuenta de la atención que atrae solo por su posición social.

### La familia Bennet
- El señor Bennet, cabeza de la familia. Es un caballero inglés con una finca en Hertfordshire, casado con la señora Bennet, con la que tiene cinco hijas. Por desgracia, su propiedad está vinculada a un descendiente por vía masculina (el señor Collins). El señor Bennet es un hombre agradable, inteligente y sarcástico; algo excéntrico, solo puede divertirse a costa de su «nerviosa» esposa y sus dos hijas pequeñas, Kitty y Lydia. Se siente más cercano a Jane y, sobre todo, a Elizabeth, las dos hijas mayores y las más sensatas de sus retoños. Ha encontrado el equilibrio quedándose en la soledad de su estudio y desentendiéndose de la crianza de sus hijas. Con ello, en cierto sentido abandona sus responsabilidades hacia la familia y la lleva casi al desastre.
- La señora Bennet, esposa quejumbrosa y maleducada del señor Bennet, la madre de Elizabeth y sus hermanas; desde el primer momento es descrita por la autora como una mujer de poca inteligencia, mal temperamento y afición por los chismes.[3] Su principal preocupación en la vida es ver a sus hijas bien casadas, sin importarle con quién mientras sean ricos y las cuiden después de la muerte del señor Bennet. Sin embargo, sus esfuerzos se ven obstaculizados por su naturaleza imprudente y frecuentes desatinos en sociedad. Desde el primer momento, Jane Austen advierte que la señora Bennet es «peligrosamente tonta, que está jugando irresponsablemente con la decisión más importante que sus hijas van a tener que tomar».[4]
- Jane Bennet, la mayor de las hermanas Bennet. Tiene veintitrés años de edad al principio de la novela y es considerada generalmente la más hermosa de las hermanas. La profundidad de sus sentimientos es difícil de discernir para aquellos que no la conocen bien, debido a sus maneras reservadas y su dulzura con todos. Es incapaz de creer lo peor de la gente; tiene una personalidad tímida, ingenua y pura de sentimientos; ve solo lo bueno. Se enamora de Charles Bingley y queda desolada cuando él abruptamente rompe su relación sin más explicaciones. Con el tiempo, sin embargo, el malentendido por parte de él queda aclarado y ella lo acepta como marido.
- Mary Bennet, la más seria y sentenciosa de las hermanas Bennet. Es la única de las hermanas que no es atractiva, lo que le da un carácter amargado debido a las comparaciones a las que la someten. Esto lo intenta remediar haciendo ver que no le interesan demasiado las reuniones sociales y que lo que de verdad le gusta es pulir sus conocimientos y sus dotes intelectuales, lo que le da un aire pedante, especialmente ya que usa un lenguaje rebuscado y acartonado en un intento de parecer intelectualmente superior. A pesar de creerlo tampoco es demasiado inteligente, lo que se demuestra al encontrar al señor Collins «extremadamente interesante».
- Catherine "Kitty" Bennet, aunque mayor que su hermana Lydia, es en cierto modo su compinche. Imita todo lo que Lydia hace y se muestra desproporcionadamente celosa cuando solo invitan a Lydia a ir a Brighton con las tropas, pues ella también desea ir. Se caracteriza por ser tan vanidosa y materialista como su hermana menor. Tras la fuga y el escandaloso matrimonio de Lydia, el Señor Bennet reconoce que es consecuencia de la indiferencia que ha demostrado en la crianza de sus hijas, por lo que advierte a Catherine, para desgracia de esta, que a partir de ese momento planea ser estricto y muy poco permisivo con ella para evitar un nuevo incidente. Tras el desenlace se menciona que alejarse de Lydia ha mejorado mucho su actitud y se ha vuelto una muchacha más centrada y correcta.
- Lydia Bennet, la más joven de las hermanas. Tiene quince años cuando comienza la narración. Lydia es muy coqueta, inocente, cabezota e imprudente. Es una holgazana, dedicada a seguir sus caprichos frívolos, especialmente la caza de los oficiales acuartelados en Meryton. El señor Wickham la seduce y ella se fuga con él sin pensar mucho en las consecuencias para su familia. Luego, gracias al señor Darcy, Wickham se casa con ella a cambio de dinero y de que le paguen la boda.

### Personajes masculinos
- Charles Bingley, el amigo más cercano del señor Darcy a pesar de sus diferentes personalidades. Es un joven extrovertido, extremadamente amable y rico, que alquila una propiedad cerca de la finca de los Bennet al comienzo de la novela. A diferencia de muchos dentro de su círculo, él es asequible y se mezcla fácilmente en compañía de otros que son considerados por debajo de él. Se siente atraído por Jane Bennet, quien corresponde a sus sentimientos, pero que es demasiado tímida y reservada para expresarlos claramente. El gran defecto de su personalidad es la falta de resolución y dependencia de la opinión de otros, cosa que aprovechan sus hermanas para manipularlo y Darcy en primer momento para acabar su relación con Jane y posteriormente para hacerlos consolidar su compromiso.
- William Collins, sobrino del señor Bennet, un clérigo y su pariente varón más cercano, por lo que heredará Longbourn a la muerte del señor Bennet. Collins es un sicofante pomposo y de mente estrecha, excesivamente devoto y adulador de su patrona, Lady Catherine de Bourgh. Al aconsejarle esta que encuentre esposa, inicialmente selecciona a Jane, solo para transferir instantáneamente sus afectos a Elizabeth al saber del próximo enlace de Jane con el señor Bingley. Después de ser rechazado por su segunda elección, propone matrimonio a Charlotte Lucas, quien lo acepta.
- George Wickham, enemigo del señor Darcy. Es un gallardo, encantador y guapo oficial que llama la atención de Elizabeth Bennet. Su padre era el administrador del patrimonio Darcy, así que creció con el señor Darcy y su hermana, el favorito del difunto padre de Darcy. El encanto de Wickham encubre una naturaleza más conspiradora y deshonesta, con una amarga enemistad entre él y Darcy debido a su intento de raptar a Georgiana Darcy por su considerable dote. Más tarde se fuga con Lydia Bennet, pero es encontrado por Darcy, quien le soborna para que se case con ella.
- El señor Hurst, el marido de la señora Hurst, hermana del señor Bingley. Es un hombre frívolo cuya única afición es jugar a las cartas, por lo que desprecia e ignora a todo aquel que no se siente atraído por los naipes. Cuando se entera precisamente de que Elizabeth prefiere la lectura al juego de cartas, deja de prestarle atención.
- Sir William Lucas, amigo y vecino de la familia Bennet. Es agradable, pero no demasiado profundo o intelectual. Está obsesionado con haber obtenido el título de caballero. Es el padre de Charlotte y Mary Lucas.
- El señor Gardiner, tío materno de Elizabeth, es un comerciante recto e inteligente. Aunque pertenece a una clase social más baja que los Bennet, es respetuoso y distinguido, e impresiona incluso a Darcy con su educado comportamiento.
- El coronel Fitzwilliam, primo del señor Darcy, acompaña a éste en su visita a la casa de Lady Catherine. Es un caballero agradable y amable que muestra interés en Elizabeth, pero luego confiesa poder casarse únicamente con alguien de gran fortuna, debido a su condición de hijo menor.
- El coronel Forster, bondadoso y responsable, es el líder del regimiento que le permite a su esposa llevar a Lydia a Brighton. Después de la desastrosa fuga, ayuda a Mr. Gardiner y a Mr. Bennet a localizar a Lydia.
- El señor Denny es un soldado del regimiento que presenta a las hermanas Bennet y a Mr. Wickham.
- Edward Lucas, hijo de Sir William Lucas.

### Personajes femeninos
- Charlotte Lucas, mejor amiga de Elizabeth Bennet, aunque varios años mayor que ella. Hija de Sir Lucas y con algunos hermanos hombres, menores y haraganes. Tras enterarse de que Elizabeth rechazó a William Collins finge querer evitar que incordie a su amiga y «sacrifica» su tiempo compartiendo con él hasta que este decide proponerle matrimonio, cosa que ella acepta, ya que tiene 27 años (una edad madura) y se encuentra en una precaria situación económica. Después de la noticia sobre la boda se rompe la estrecha amistad que existe entre las jóvenes ya que Elizabeth se decepciona de ver a su amiga sacrificar sus convicciones por cosas materiales, aunque se siguen frecuentando, es aquí cuando se da cuenta Lizzy de que su amiga prefirió la comodidad al amor, ya que aparenta felicidad pero por dentro está vacía. Charlotte le dice a Elizabeth cuando esta se lo echa en cara: «Lizzy, no todas podemos darnos el lujo de ser románticas»;[5] en realidad reconoce para sí misma saber desde el día del compromiso que Collins es un hombre pesado, carente de inteligencia, simpatía y que su amor por ella era imaginario, pero no le interesaba nada de esto ya que era la salida para su situación.
- Mary Lucas, hermana menor de Charlotte. Es insulsa como su padre, y no aparece nunca en la novela más allá de su presencia en el viaje para visitar a Charlotte con sir William y Elizabeth.
- Sra. Lucas, está casada con sir William y es la madre de Charlotte y Mary. Mrs. Bennet se burla con frecuencia de ella por los rumores sobre el potencial éxito conyugal de las Bennet.
- Georgiana Darcy, hermana menor del señor Darcy, una joven tímida que quiere a su hermano por encima de todo. Al conocer a Elizabeth, Georgiana siente una gran simpatía hacia ella y no duda en apoyar una relación entre ambos. Años atrás fue seducida por George Wickham, quien con la ayuda de una alcahueta intentó raptarla para casarse con ella, pero el señor Darcy lo descubrió justo a tiempo y no dejó que eso sucediera, ya que le «avisó» de que no lograría conseguir ni una moneda casándose con su hermana, después de lo cual Wickham desaparece. Su personalidad tímida la hace temerosa de cometer un error en sociedad optando por el silencio y la inexpresividad, por lo que muchas veces crea en la gente la misma impresión que su hermano.
- Lady Catherine de Bourgh, hermana de lady Anne Darcy, madre del Sr. Darcy, y protectora de William Collins, una condesa rica, extremadamente recta y creyente de la férrea educación de las damas, a las que no cree preparadas sin un estudio profundo de dibujo, música, idiomas y artes variadas. Crítica, exigente y algo egocéntrica, no permite las insurrecciones propias de la juventud. Le gusta el lujo palaciego y los decorados ostentosos, así como un comportamiento muy refinado y correcto en sociedad. Devalúa y tiene prejuicios respecto a todos aquellos que están por debajo de ellos en la jerarquía; según razona, su título y condición social le dan autoridad para imponer su voluntad y juicio sobre cualquier otra persona, resultando en una mujer que, a pesar de su educación, constantemente incurre en comentarios y actitudes groseras y fuera de lugar.
- Anne de Bourgh, única hija de Lady Catherine. Es de constitución débil, lo que hace que casi siempre esté enferma y no salga nunca de su casa. No habla mucho con Elizabeth durante su estancia en Hunsford, lo cual da a pensar dos cosas: que es de carácter muy retraído o que no se siente muy afín a la protagonista. Según su madre, está formalmente comprometida desde su infancia con el señor Darcy, aunque este posteriormente explica que todo se debe a que en algún momento cuando eran niños, viendo a ambos jugar, alguien comentó que harían una linda pareja, comentario con el cual su tía se encaprichó y decidió como un hecho incuestionable y de forma unilateral, sin que nadie más se tomase realmente en serio la idea de este matrimonio.
- Caroline Bingley, hermana del señor Bingley. Junto con su hermana, la señora Hurst, intenta confundir a Jane Bennet sobre los sentimientos del señor Bingley respecto a ella, pues le hacen creer que tienen intención de casarlo con la hermana del señor Darcy, Georgiana. Interesada sentimentalmente en el señor Darcy, Caroline intenta apartarlo de Elizabeth, despreciándola y ridiculizándola siempre que puede.
- Lousia Hurst hermana del señor Bingley, casada con el señor Hurst. Se trata de una mujer orgullosa y clasista que, con la ayuda de su hermana soltera Caroline, intenta alejar a Bingley de Jane Bennet para casar a su hermano con Georgiana Darcy y a la vez propiciar una unión entre la propia Caroline y el señor Darcy.
- Sra. Gardiner, cuñada de Mrs. Bennet, actúa como una figura maternal sensata para Elizabeth y Jane, compensando así la ineptitud de Mrs. Bennet en este sentido. Es una mujer inteligente, cariñosa y sensible. Austen usa a los Gardiner como un medio para explorar el valor de la personalidad sobre la distinción de clase.
- Sra. Phillips, hermana de Mrs. Bennet, y con ella comparte la estupidez y la frivolidad. Vive en Meryton y promueve la obsesión de Lydia y Kitty con los oficiales designados allí.
- Sra. Forster, esposa del Coronel Forster, e invita a Lydia a acompañarlos a Brighton. El viaje posibilita que casi se desate el desastre con Wickham. La naturaleza frívola de Mrs. Forster está implicada en su camaradería con Lydia.
- Srta. Younge, era la institutriz de Georgiana Darcy cuando Wickham la sedujo. De hecho, la señorita Younge fue crucial para facilitar la maldad de Wickham. Nunca aparece directamente en la novela, pero demuestra ser clave para que Darcy localice a Wickham y Lydia.
- Srta.King, una mujer en Meryton, es perseguida por Wickham después de heredar una suma de dinero. Su herencia distrae a Wickham de su coqueteo con Elizabeth.
- Sra. Jenkinson es la acompañante de Miss de Bough, a quien consiente.
- Sra. Reynolds es la ama de llaves de toda la vida de la finca. Ella les ofrece a Elizabeth y a los Gardiner, un recorrido por Pemberley, e impresiona a Elizabeth con sus elogios hacia Darcy.
- Sra. Annesley es la acompañante de Georgiana en Pemberley. Muestra gran cordialidad hacia Elizabeth y Mrs. Gardiner cuando van de visita, a pesar de que las hermanas Bingley son irrespetuosas con ellas.

## Análisis
El tema central de la obra es el matrimonio, que es la decisión más importante que las hermanas Bennet van a tener que tomar. El peligro está en elegir mal, por inmadurez o por falta de disciplina afectiva. Al final, tres de las cinco hermanas se han casado después de elegir pareja valorando el amor, la seguridad económica y las afinidades. 
No obstante, a pesar del paso del tiempo, esta obra sigue leyéndose, con una modernidad sorprendente. Quizá sea porque la autora, lejos de la tradición literaria de su época, satisface mejor que otros autores algunas de las eternas exigencias del lector:
- El tópico de una historia de amor con crisis y un final feliz en un entorno de figuras muy contrastadas. Los personajes son fácilmente reconocibles: la madre casamentera, el clérigo adulador, la gran dama dominante Catherine de Bourgh, la joven alegre e inteligente que se casa con el aristócrata altanero pero de buen corazón.[7]
- Una composición que desarrolla hábilmente las líneas de la trama sin dejar «cabos sueltos» al lector. La novela tiene una estructura de precisión clásica, los episodios se definen por su realismo y se regulan según la función que cumplen en la narración entendida como un todo.[8]
- Un estilo que no aburre al lector con minuciosas descripciones de apariencias, ropas o muebles. Ya la misma frase inicial entra en materia, en el asunto central. Además, la obra es en su mayor parte dialogada, lo que le da mayor interés.
- Un valor constante como sátira social, que nos entretiene con figuras «cómicas», con muchas ironías y diálogos hostiles. La ironía y el humor son dos de los rasgos más destacados de su estilo. Su primera frase ya es irónica: «Es una verdad universalmente conocida que un hombre soltero...». Es una afirmación doblemente irónica, que «ridiculiza tanto a quienes enuncian verdades universales como a las madres cazayernos».[4]

## Adaptaciones

### Cine

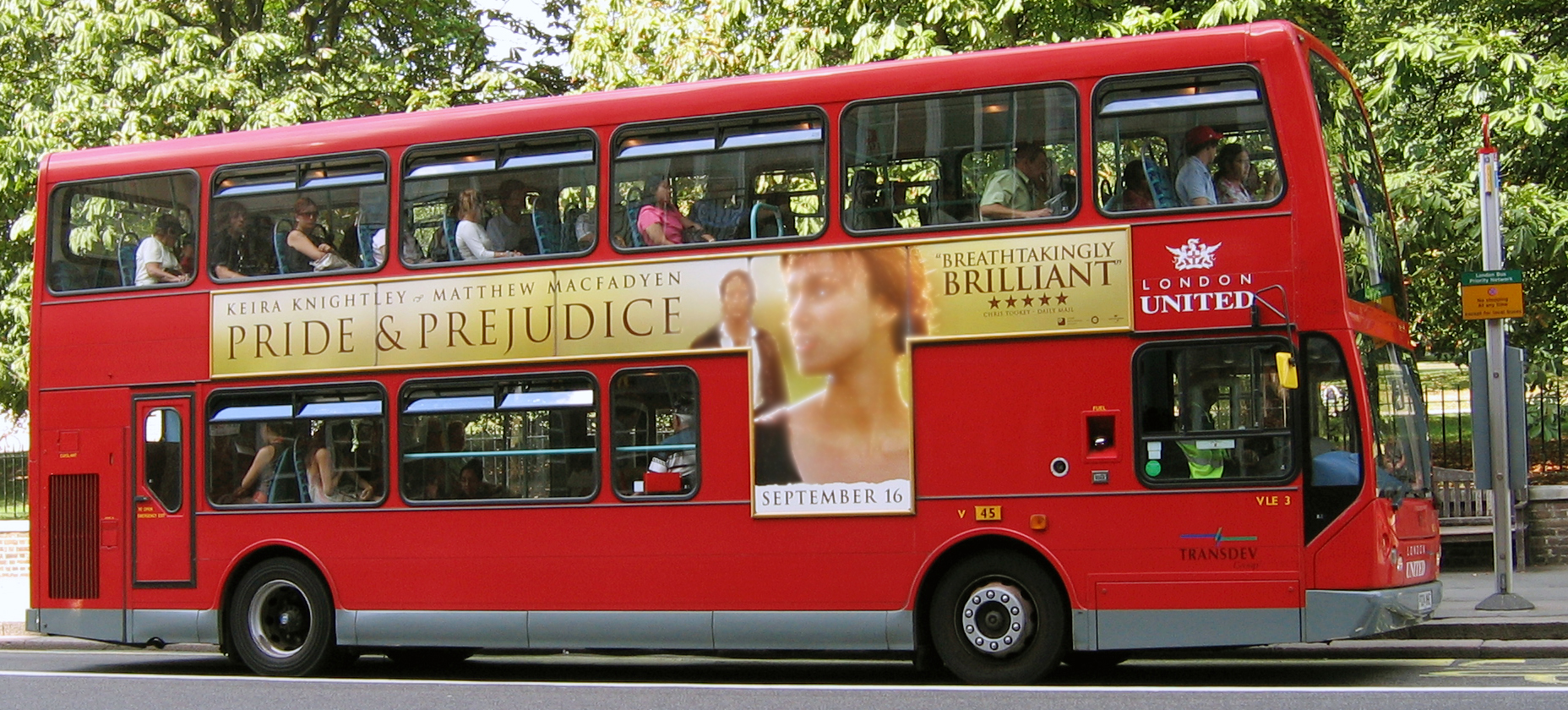
Autobús londinense con el anuncio de la película de 2005, Orgullo y prejuicio

- 1940 - Más fuerte que el orgullo. Laurence Olivier hizo el papel de Darcy y Greer Garson el de Elizabeth. Fue dirigida por Robert Z. Leonard y contó con la participación de Maureen O'Sullivan.[9]
- 2005 - Orgullo y prejuicio, protagonizada por Keira Knightley en el papel de Elizabeth y Matthew Macfadyen en el de Darcy, y dirigida por Joe Wright.[10]

### Televisión
- 1938 - Orgullo y prejuicio, misierie de 55 minutos de duración. Fue dirigida por Michael Barry (productor de televisión) y protagonizada por Curigwen Lewis y Andrew Osborn.[11]
- 1952 - Orgullo y prejuicio, miniserie de la BBC de seis episodios. Fue dirigida por Campbell Logan y protagonizada por Daphne Slater y Peter Cushing. No se conserva ninguna grabación.[12]
- 1958 - Orgullo y prejuicio, miniserie de la BBC de seis episodios emitidos en directo. Fue dirigida por Cedric Wallis y protagonizada por Jane Downs y Alan Badel. Se considera perdida al no haberse conservado ninguna grabación.[13]
- 1967 - Orgullo y prejuicio, miniserie de la BBC de seis capítulos dirigida por Joan Craft y protagonizada por Celia Bannerman y Lewis Fiander.[14]
- 1980 - Orgullo y Prejuicio, miniserie de cinco episodios coproducida por la BBC y la ABC, dirigida por Cyril Coke y protagonizada por Elizabeth Garvie y David Rintoul.[15]
- 1995 - Orgullo y prejuicio, miniserie producida por la BBC. Los actores principales fueron Colin Firth y Jennifer Ehle.[16]

### Historietas
- 2009 - Pride and Prejudice, miniserie de 5 historietas publicadas por Marvel Comics, escrita por Nancy Hajeski y dibujada por Dennis Calero y Hugo Petrus.[17][18]

### Obras derivadas

#### Cine y televisión
- 2003 - Pride and Prejudice, una versión moderna de la novela ambientada en Utah, dirigida por Andrew Black y protagonizada por Kam Heskin y Orlando Seale.[19]
- 2004 - Bodas y prejuicios, protagonizada por la estrella Aishwarya Rai, es una adaptación de la novela al estilo Bollywood, dirigida por Gurinder Chadha. Actualiza la historia y la sitúa en la India de hoy: Wickham vive en Londres, Darcy es de Estados Unidos, y usa nombres parcialmente traducidos, así Bakshi en vez de Bennet. La película contiene las características escenas de canto y baile de Bollywood.[20]
- 2008 - Lost in Austen, serie de televisión producida por Mammoth Screen Ltd, para ITV. Con Jemima Rooper en el papel de una joven del siglo XXI que encuentra una puerta que conecta su realidad con el mundo de Orgullo y prejuicio.[21]
- 2012 - The Lizzie Bennet Diaries, una webserie de cien capítulos que adapta el argumento de Orgullo y prejuicio al siglo XXI.[22]
- 2013 - Austenland, comedia romántica estadouidense protagonizada por Keri Russell, JJ Feild, Jane Seymour, Bret McKenzie y Jennifer Coolidge, y dirigida por Jerusha Hess. Basada en la novela homónima de Shannon Hale, la película se enfoca en una mujer que, obsesionada con la novela de Orgullo y Prejuicio, viaja a un resort vacacional que recrea la estética y época de Austen.[23]
- 2016 - Pride and Prejudice and Zombies, versión protagonizada por Lily James y Sam Riley, dirigida por Burr Steers y basada en la novela de terror homónima que, a su vez, se basa en la obra de Austen.[24]
- 2018 - Christmas at Pemberley Manor (Navidad en la mansión Pemberley), libre adaptación de la historia donde Elizabeth Bennet es una planificadora de eventos que intenta convencer a William Darcy, un multimillonario que carece de espíritu navideño de ayudarlos en su celebración navideña.[25]
- 2018 - Orgulho e Paixão (Orgullo y pasión), teleserie brasileña producida por Rede Globo, ambientada en la campiña brasileña de inicios del siglo XX. El argumento incluye como historias secundarias adaptaciones de tramas y personajes de otras novelas de Jane Austen.[26]
- 2022 - Fire Island, una comedia romántica estadounidense ambientada en la isla neoyorkina, conocida por ser frecuentada por las comunidades LGBT, dirigida por Andrew Ahn y protagonizada por Bowen Yang, Conrad Ricamora, James Scully y Margaret Cho.[27]

#### Literatura
- 1993 - Pemberley: Or Pride and Prejudice Continued de Emma Tennant. La historia se ubica en época de Navidad, un año después del desenlace de Orgullo y Prejuicio, relatando la primera visita de los familiares y amigos de Elizabeth y Darcy a Pemberley y los conflictos y problemas que surgen por la convivencia de todos[28]
- 2003 - Mr. Darcy's Daughters de Elizabeth Aston, cuya trama se ambienta dos décadas después de la novela original, narrando como las hijas de Darcy y Elizabeth abandonan Pemberley para pasar una temporada en Londres.[29]
- 2004 - Mr. Darcy Takes a Wife de Linda Berdoll, una novela de tintes eróticos que narra los eventos posteriores a la novela de Austen.[30]
- 2008 - La nueva vida de Miss Bennet. Novela de Colleen McCullough que muestra a Mary Bennet veinte años después de los eventos de la obra original convertida ahora en una soltera de mediana edad inicia un viaje para conocer que hay más allá de las convenciones sociales de la época.[31]
- 2009 - Orgullo y prejuicio y zombies. Escrita por Seth Grahame-Smith, Jane Austen aparece también como coautora, alcanzó la tercera posición de los libros más vendidos en el New York Times antes de comenzar a distribuirse en las librerías.[32] Básicamente sigue una trama similar al de la novela original, con los mismos personajes, pero sitúa a la villa Meryton bajo constante amenaza de zombis.
- 2009-2010 - La trilogía Fitzwilliam Darcy: Un caballero, escrita por Pamela Aidan,[33] que narra la historia desde la perspectiva del protagonista masculino, añade matices a la historia y, en el caso del segundo libro, incluso una trama absolutamente nueva, con el señor Darcy como protagonista.
- 2011 - Death Comes to Pemberley (La muerte llega a Pemberley) de la autora inglesa P. D. James, que involucra a la familia Darcy-Bennet en una trama criminal.[34]

## Premios y nominaciones
- En 2003, la BBC llevó a cabo una amplia encuesta para conocer el «Libro más amado del Reino Unido», en donde Orgullo y prejuicio quedó en segundo lugar, después de El Señor de los Anillos.[cita requerida]

## Traducciones al español
Es la novela de Jane Austen más traducida y editada. En el ISBN aparecen hasta cuarenta ediciones para el periodo 1972-2007, solo en España y en español. Entre las traducciones podemos citar:
- Penguin Clásicos, 2017, ISBN 978-84-9105132-9. Traducido por Ana María de la Fuente Rodríguez.
- Austral, 2015, ISBN 9788467046076. Traducido por José C. Vales.
- Porrúa Editorial, S.A., 2010, ISBN 970-07-7197-0.
- Alba Editorial, 2009, ISBN 8484284883. Traducido por Marta Salís.
- Punto de Lectura, 2006, ISBN 84-663-1965-2. Traducido por Amando Lázaro Ros.
- Edimat Libros, S.A., 2005, ISBN 84-9764-693-2. Traducido por Patricia Franco Lommers.
- Alianza Editorial, S.A., 2002, ISBN 84-206-7270-0. Traducido por José Luis López Muñoz.
- Edaf Editorial S.A., 2002, ISBN 84-414-1046-6. Traducido por Alejandro Pareja.
- Plaza Janes Editores, S.A., 1997, ISBN 84-01-46150-7.
- Cátedra, S.A. Ediciones, 1987, ISBN 84-376-0678-1.
- Juventud, S.A. Editorial, 1981, ISBN 84-261-0868-5. Traducido por Fernando Durán.
- Editorial Calpe, en la Colección Universal, 1924. En dos tomos. Traducido por José Jordán de Urriés Azara. Fuente[35]